# Pataki Ferenc (tanító)
Pataki Ferenc (Szörcse, 1852. július 27. – ?) állami tanító.

## Élete
A gimnázium I. és II. osztályát Nagyenyeden, a III-VI. osztályt Kolozsvárt végezte; ugyanott tanult a tanítóképzőben is; 1875-ben tett képesítő vizsgálatot és még ezen évben a kolozsvári Fröbel-intézetben lett rendes tanító; 1877-ben igazgatóvá léptették elő; ugyanekkor a Fröbel-nőképzőnél a számtan tanításával is megbízták. Tanított még a Gráfné-Melkus Anna-féle nőnevelő-intézet III. és IV. osztályában számtant, az V-VI.-ban magyar nyelvtant és esztétikát, az ipariskola II. osztályában olvasást és fogalmazást. Több helyen mint házi tanító volt alkalmazva. A kolozsvári általános tanító-egyesületnek buzgó munkásaként szerepelt, volt jegyzője, könyvtárnoka, a nevelés-oktatásügyi bizottságnak előadója. 1879-ben Máramarosszigetre választatott meg tanítónak a községi iskolához, melyet 1880-ban az állam átvett és ő is állami tanító lett. A Máramaros megyei tankerületi általános tanító-egyesületben jelentékeny szerepe van, hosszú idő óta főjegyzője; az egylet pályázatain több pályadíjat nyert.
Kolozsvárt a Család és iskolának rovatvezetője volt; sokat írt a Máramarosba, a Máramarosi Tanügybe (1886. Hogyan ébreszthet a tanító érdekeltséget a népben a gyermekek iskoláztatása iránt? Pályadíjat nyert mű, 1893. Befejező órák a magyar nyelvtanból), az Iskolai Szemlébe, a Magyar Kisdednevelés és Népoktatásba, az Ugocsába. 1880-ban a Nevelésnek társszerkesztője, 1882-ben a Szigetnek munkatársa volt.

## Munkája
- A máramaros megyei tankerületi általános tanítóegyesület 25 éves története: 1871-1896. A tanítóegyesület által pályadíjjal koszorúzott mű. Máramaros-Sziget, 1896. (Deák Gyulával együtt).